# 제45회 미국 감독 조합상
제45회 미국 감독 조합상은 1992년 뛰어난 활동을 보인 영화 감독을 기리기 위해 1993년 3월에 열린 시상식이다. 뉴욕, Beverly Hilton Hotel에서 개최되었다.

## 수상 및 후보

### 감독상(영화부문)
- 용서받지 못한 자 - 클린트 이스트우드 수상

### 감독상(다큐멘터리부문)
- 조 벨링거 수상

### 공로상
- 시드니 루멧 수상

### 명예상
- 아더 힐러 수상

### 로버트 B. 알드리치 상
- 진 레이놀즈 수상
- John Rich 수상

### 프랑크 카프라 상
- Will Sheldon 수상

### 프랭크린 J. 샤프너 상
- James Woodworth 수상

### 프레스톤 스터지스 상
- 블레이크 에드워즈 수상